# Cratere Tane
Tane è un cratere sulla superficie di Rea.